# قرنبيط أسود

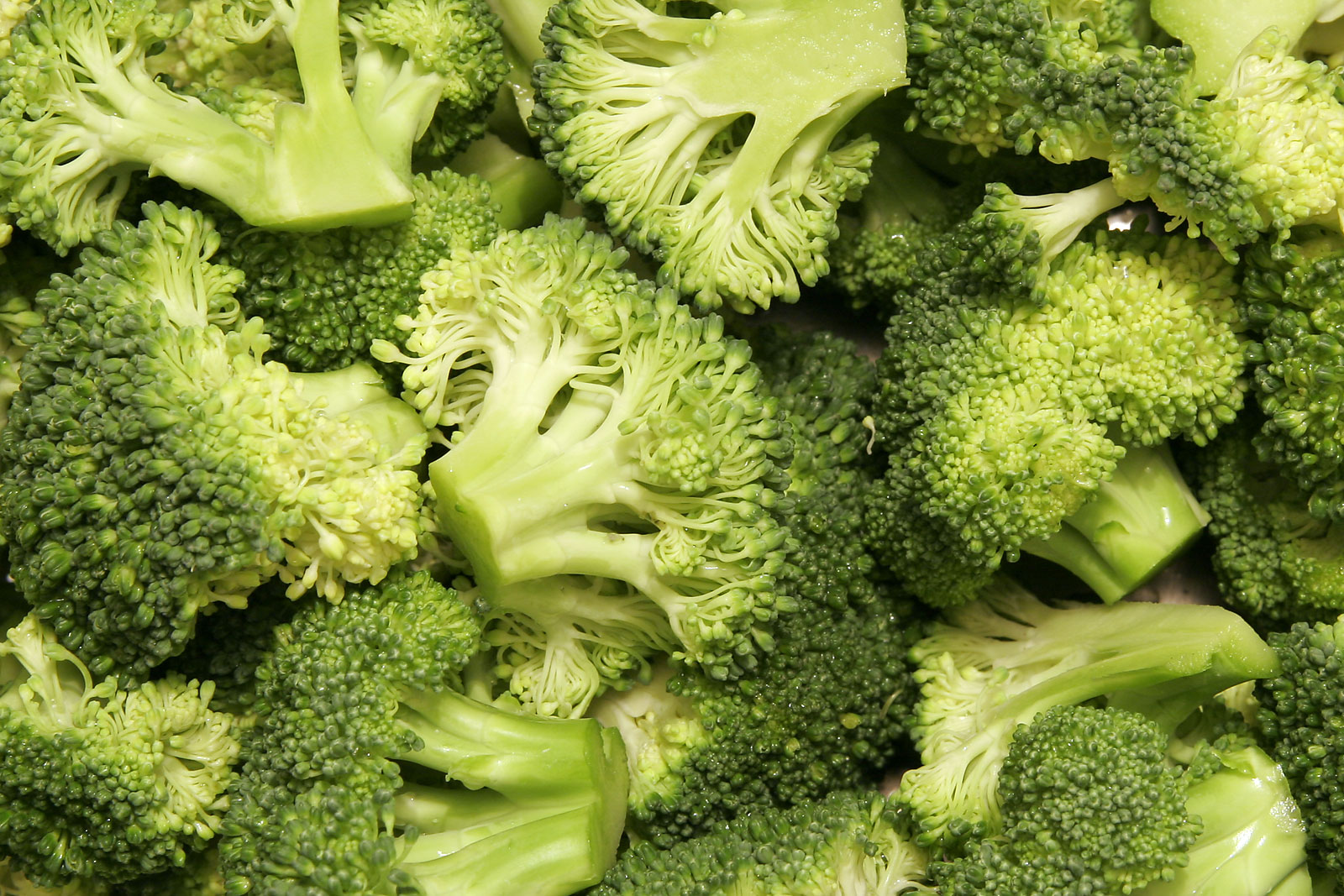
القُـنَّـبِـيط الأسود

القِنَّبِيط الأسود أو القرنبيط الأسود أو قنبيط الشتاء أو البَرْكولي (بالإنجليزية: Broccoli)‏، هو أحد نباتات الفصيلة الصليبية وهو من مجموعة الملفوف (الكرنب) والقُـنَّـبِـيط (القرنبيط أو الزهرة)، غني بالمواد المضادة للأكسدة والتي تحمي الخلايا من التلف والسرطان، يحوي على كميات وافرة من المعادن والفيتامينات الأساسية.

## القيمة الغذائية
يحوي البروكولي على القيم الغذائية التالية:
- ماء =89.3 غم
- سعرات حرارية =141
- بروتين =2.82 غم
- دهون =0.37 غم
- كاربوهيدرات =6.64 غم
- ألياف =2.6 غم
- سكريات =1.7 غم
- كالسيوم_ملغم=47
- حديد_ملغم=0.73
- مغنيسيوم_ملغم=21
- فسفور_ملغم=66
- بوتاسيوم_ملغم=316
- زنك_ملغم=0.41
- منغنيز _ملغم=0.21
- فيتامين ج _ملغم=89.2
- ثيامين_ملغم=0.071
- ريبوفلافين_ملغم=0.117
- نياسين_ملغم=0.639
- بانتوثينيك_ملغم=0.573
- فيتامين ب6_ملغم=0.175
- حمض الفوليك_ug=63
- فيتامين أ_ug = 31
- بيتاكيروتين_ug=361
- لوتين_ug = 1403
- فيتامين ي_ملغم = 0.78
- فيتامين ك_ug=101.6

## الإنتاج العالمي

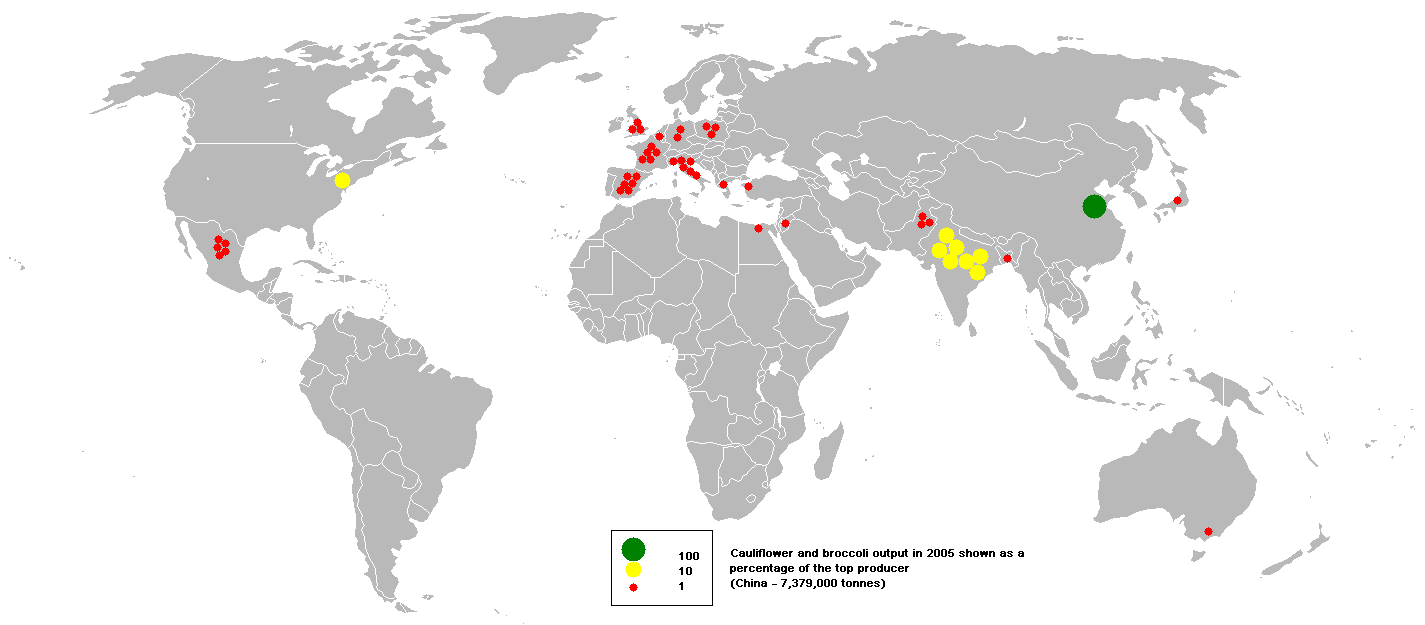
قرنبيط and broccoli output in 2005

| أكثر عشرة دول في تصدير القنبيط والقنبيط الأسود—2011                                                           | أكثر عشرة دول في تصدير القنبيط والقنبيط الأسود—2011 | أكثر عشرة دول في تصدير القنبيط والقنبيط الأسود—2011 |
| الدولة | الإنتاج (بالأطنان)                                  | النسبة (%)                                          |
| --- | --------------------------------------------------- | --------------------------------------------------- |
| الصين | 9,030,990                                           | 43.26                                               |
| الهند | 6,745,000                                           | 32.31                                               |
| إسبانيا | 527,500                                             | 2.53                                                |
| المكسيك | 427,884                                             | 2.05                                                |
| إيطاليا | 420,989                                             | 2.02                                                |
| فرنسا | 334,170                                             | 1.62                                                |
| الولايات المتحدة                                                                                              | 325,180                                             | 1.56                                                |
| بولندا | 297,649                                             | 1.43                                                |
| باكستان | 227,591                                             | 1.09                                                |
| مصر | 201,201                                             | 0.96                                                |
| العالم | 20,842,200                                          |                                                     |
| Source: International Production of Cauliflowers And Broccoli, Source: Food & Agricultural Organisation (FAO) |                                                     |                                                     |

## معرض الصور
|                 | |                        |                                       |
| زُهيرات البركولي | زُهيرات البركولي | بركولي بنفسجي من صقلية | ورقة البركوليّ                         |
|                 | |                        |                                       |
| أزهار البركولي  | بروكلي روماني (Romanesco broccoli) (في الحقيقة هو مستنبت نباتي من القنبيط ), مبيناً تكوينات تشبه تكوينات الهندسة الكسيرية | بركولي في زهرة         | بركولي مبخر (بركولي مطبوخ على البخار) |